# Thomas Tyrwhitt
Pour les articles homonymes, voir Tyrwhitt.
Thomas Tyrwhitt (né à Londres le 27 mars 1730, décédé à Londres le 15 août 1786, à l'âge de 56 ans) est un classiciste et critique littéraire britannique.

## Biographie
Son éducation se fait au Collège d'Eton et au Queen's College d'Oxford ; il est membre du Merton College en 1755. En 1756, il devient sous-secrétaire à la guerre puis, en 1762, employé à la Chambre des Communes. En 1768, il démissionne de son poste et passe le restant de sa vie dans une retraite studieuse. En 1784 il est élu en tant qu'administrateur du British Museum auquel il lègue une part de son importante bibliothèque.

## Ouvrages
Ses principaux ouvrages classiques sont :
- Fragmenta Plutarchi II. inedita (1773),
- Dissertatio de Babrio (1776) contenant certaines fables d'Ésope inédites à ce jour,
- l'ouvrage pseudo-orphelin De lapidibus (1781) qu'il estime de l'époque de l'empereur romain Constance Chlore,
- Conjecturae in Strabonem (1783)
- Isaeus De Meneclis hereditate (1785),
- Poetica d'Aristote, son plus important ouvrage, publié en 1794, après sa mort, par les soins du Dr Burgess, évêque de Salisbury.

Une mention particulière doit être attribuée à ses éditions, d'une part, de 1775 à 1778, des Contes de Canterbury de Geoffrey Chaucer, et d'autre part, de 1777 à 1778, de Poems dont une partie était supposée avoir été écrite à Bristol par Thomas Rowley (1748-1806, donc vivant à l'époque) suivis d'autres dans le style du XVe siècle, l'ensemble complété d'un appendice de Tyrwhitt lui-même dans lequel il prouve que l'ensemble a été écrit par Thomas Chatterton (1752-1770).
En 1782, il publie une Légitimation dudit appendice en réponse aux arguments de ceux qui soutenaient que ces poèmes étaient l'œuvre de Rowley. Pendant qu'il était employé à la Chambre de Communes, il édita Proceedings and Debates of the House of Commons, 1620-1621 (Procédures et débats de la Chambre des Communes) à partir du manuscrit original de la bibliothèque du Queen's College d'Oxford, et l'ouvrage d'Henry Elsynge (1598-1654) The Manner of holding Parliaments in England (La façon de tenir les Parlements en Angleterre).